# Kecamatan Raas
Kecamatan Raas är ett distrikt i Indonesien.   Det ligger i provinsen Jawa Timur, i den västra delen av landet, 900 km öster om huvudstaden Jakarta. Kecamatan Raas ligger på ön Pulau Raas.